# توني جاريت
توني جاريت (بالإنجليزية: Tony Jarrett) هو منافس ألعاب قوى بريطاني، ولد في 13 أغسطس 1968 في منطقة أنفيلد في المملكة المتحدة.

## وصلات خارجية
- توني جاريت على موقع الاتحاد الدولي لألعاب القوى (الإنجليزية)
- توني جاريت على موقع اللجنة الأولمبية الدولية (الإنجليزية)
- توني جاريت على موقع أوليمبيديا (الإنجليزية)
- توني جاريت على موقع اللجنة الأولمبية البريطانية (الإنجليزية)
- توني جاريت على موقع اتحاد ألعاب الكومنولث (مؤرشف) (الإنجليزية)